# یوری کوناکوف
یوری کوناکوف (روسی: Юрий Александрович Кунаков؛ زادهٔ ۱۹ فوریهٔ ۱۹۹۰) ورزشکار شیرجه اهل روسیه است.
وی در مسابقات کشوری و بین‌المللی در مجموع برندهٔ ۱ مدال طلا، ۱ مدال نقره شده‌است.